# Anna Di Lorenzo
Anna Di Lorenzo conosciuta anche come Anna Maria Di Lorenzo e Annamaria Di Lorenzo (...) è un'attrice italiana.

## Filmografia

### Cinema
- Antonio di Padova, regia di Pietro Francisci (1949)
- Il falco rosso, regia di Carlo Ludovico Bragaglia (1949)
- Napoli eterna canzone, regia di Salvatore Siano (1949)
- Il leone di Amalfi, regia di Pietro Francisci (1950)
- Le sei mogli di Barbablù, regia di Carlo Ludovico Bragaglia (1950)
- Canzoni, canzoni, canzoni, regia di Domenico Paolella (1953)
- Da qui all'eredità, regia di Riccardo Freda (1955)
- Il cantante misterioso, regia di Marino Girolami (1955)
- Ore 10: lezione di canto, regia di Marino Girolami (1955)
- Sbandato!, regia di Antero Morroni (1955)
- Orlando e i Paladini di Francia, regia di Pietro Francisci (1956)
- Retaggio di sangue, regia di Max Calandri (1956)
- Cantando sotto le stelle, regia di Marino Girolami (1956)
- Sette canzoni per sette sorelle, regia di Marino Girolami (1957)
- C'è un sentiero nel cielo, regia di Marino Girolami (1957)
- La sposa, regia di Edmond Lozzi (1958)
- Follie d'estate, regia di Edoardo Anton e Carlo Infascelli (1963)